# Вергунове (заповідне урочище)
Вергуно́ве — заповідне урочище місцевого значення у Черкаському районі Черкаської області.

## Опис
Заповідне урочище площею 86,1 га розташовано біля с. Хлистунівка.
Як об'єкт природно-заповідного фонду створено рішенням Черкаської обласної ради від 08.04.2000 р. №15-4. Землекористувач або землевласник, у віданні якого знаходиться заповідний об'єкт — Городищенська міська громада. 
На території заповідного урочища бугриста місцевість, багата на різноманітну трав'яну рослинність. Переважну частину площі займають лісонасадження.
Зафіксовані порушення заповідного режиму - незаконне розорювання та вирощування сільськогосподарських культур.